# Karhijärvi (sjö i Ruokolax, Södra Karelen)
Karhijärvi är en sjö i kommunen Ruokolax i landskapet Södra Karelen i Finland. Arean är 44 hektar och strandlinjen är 4,56 kilometer lång. Sjön  ingår i Vuoksens huvudavrinningsområde.   Den ligger omkring 39 kilometer norr om Villmanstrand och omkring 230 kilometer nordöst om Helsingfors. 